# Neogagrella barnesi
Neogagrella barnesi is een hooiwagen uit de familie Sclerosomatidae.